# NGC 7223
NGC 7223 је спирална галаксија у сазвежђу Гуштер која се налази на NGC листи објеката дубоког неба.
Деклинација објекта је + 41° 1' 2" а ректасцензија 22h 10m 9,2s. Привидна величина (магнитуда) објекта NGC 7223 износи 12,7 а фотографска магнитуда 13,4. NGC 7223 је још познат и под ознакама UGC 11931, MCG 7-45-18, CGCG 530-13, IRAS 22081+4046, PGC 68197.